# Korigens
Korigens (lat. corrigens = upravující) je chemická látka nebo rostlinná droga, která upravuje nežádoucí vlastnosti léčiv, jako je chuť, zápach, vzhled apod. Obvykle nemá léčivé vlastnosti. Používá se též v potravinářství. 
Příklady
- Máta peprná – chuťové korigens (zubní pasty, kloktadla, ústní vody aj.)[1]
- Lékořice – chuťové korigens při výrobě léčiv[2]
- Bez černý – korigens chuti a vůně[3]
- Ostružiník – chuťové korigens při výrobě čajových směsí[4]
- Skořice – korigens chuti a vůně ve farmacii i v potravinářství[5]